# Edemissen
Edemissen è un comune di 12.473 abitanti della Bassa Sassonia, in Germania.
Appartiene al circondario (Landkreis) di Peine (targa PE).

## Geografia antropica

### Suddivisione amministrativa
Il territorio comunale comprende, oltre al capoluogo Edemissen, le frazioni (Ortsteil) di Abbensen, Alvesse, Blumenhagen, Eddesse, Eickenrode, Mödesse, Oedesse, Oelerse, Plockhorst, Rietze, Voigtholz-Ahlemissen, Wehnsen e Wipshausen.